# مجموع أيزنشتاين
في الرياضيات، مجموع أيزنشتاين هو مجموع منته على حقل منته متعلق بمجموع غاوس. سمي هذا المجموع هكذا نسبة إلى عالم الرياضيات الألماني غوتهولد أيزنشتاين.

## تعريف
{\displaystyle E(\chi ,\alpha )=\sum _{Tr_{F/K}t=\alpha }\chi (t)}